# Passiflora arborea
Passiflora arborea Spreng. – gatunek rośliny z rodziny męczennicowatych (Passifloraceae Juss. ex Kunth in Humb.). Występuje naturalnie w Kolumbii oraz Ekwadorze.

## Morfologia
PokrójWiecznie zielone drzewo dorastające do 1–10 m wysokości.
LiścieBlaszka liściowa ma podłużnie lancetowaty kształt. Nasada liścia jest rozwarta. Mają 15–32 cm długości oraz 7–15 cm szerokości. Brzegi są całobrzegie. Wierzchołek jest spiczasty lub ostry. Ogonek liściowy jest owłosiony i ma długość 25–45 mm. Przylistki są liniowe, mają 1–20 mm długości.
KwiatyZebrane po 2–8 w kwiatostanach. Działki kielicha są podłużne, zielonkawe lub białawe, mają 1,8–2 cm długości. Płatki są podłużne, białe, mają 1,6 cm długości. Przykoronek ułożony jest w dwóch rzędach, biało-pomarańczowy, ma 1–13 mm długości.
OwoceSą elipsoidalne lub jajowatego kształtu. Mają 3,5–4 cm długości i 2–2,5 cm średnicy.